# メロエッタのキラキラリサイタル
『メロエッタのキラキラリサイタル』は2012年に『劇場版ポケットモンスター ベストウイッシュ キュレムVS聖剣士 ケルディオ』と同時上映された劇場版アニメ作品。

## 概要
ポケモン映画15周年を迎えることを記念して、『おどるポケモンひみつ基地』以来9年ぶりに制作されたポケットモンスターの短編映画。本作初登場の幻のポケモン・メロエッタが登場し、同じく幻のポケモンであるケルディオとともに新ポケモンが2種類公開されるという前例のない展開となった。
『キュレムVS聖剣士 ケルディオ』とは異なり、本作は『ポケットモンスター ベストウイッシュ シーズン2』移行後の設定であり、過去のシリーズのポケモンが多数登場する。
長編でロケット団のムサシ・コジロウ・ニャースに声が充てられなかった為、長編では他の役でも未出演だった犬山イヌコはこちらのみに出演している。またタケシ役のうえだゆうじが約1年ぶりにソーナンス役としてポケモンシリーズに復帰した（後に『ポケットモンスター XY』でもソーナンス役で再出演を果たす）。
2012年12月19日に本編のDVDとBDが長編映画『キュレムVS聖剣士 ケルディオ』と同時収録される形で発売された。
『キュレムVS～』とともに全国357スクリーンで公開され、2012年7月14、15、16日の初日3日間で興収7億5,376万100円、動員72万4,067人になり映画観客動員ランキング（興行通信社調べ）で初登場第2位となった。

## 登場キャラクター
- ピカチュウ - 大谷育江
- ミジュマル - 福圓美里
- ツタージャ、フシギダネ - 林原めぐみ
- ズルッグ - 渡辺明乃
- キバゴ - 津田美波
- エモンガ、チコリータ - かないみか
- ヤナップ  - 藤村知可
- イワパレス - 三木眞一郎
- ニャース - 犬山イヌコ
- ソーナンス - うえだゆうじ
- ゼニガメ、コダック - 愛河里花子
- ヘイガニ、グレッグル - 小西克幸
- ワニノコ、アチャモ - 西村ちなみ
- トゲピー - こおろぎさとみ
- ポッチャマ - 小桜エツコ
- メロエッタ（ボイスフォルム、ステップフォルム） - 中島愛
- ナレーション - 夏菜

以下は声なし。
- ヒトカゲ
- ミズゴロウ
- ヒコザル
- ヒノアラシ
- パチリス
- ナエトル
- フワライド
- ダグトリオ
- ディグダ
- パールル
- カビゴン
- ピチュー
- ピチュー兄弟
- ギザみみピチュー
- キモリ
- マネネ
- マイナン
- プラスル
- リオル
- ゴンベ
- プリン
- ポカブ
- チャオブー
- ソーナノ
- ヨーギラス
- カクレオン

## スタッフ
- 原案 - 田尻智、増田順一、杉森建
- スーパーバイザー - 石原恒和、久保雅一
- アニメーション監修 - 小田部羊一
- エグゼクティブプロデューサー - 都築伸一郎、福永晋
- 製作 - 片寄聰、伊藤憲二郎、富山幹太郎、川崎由紀夫、松木茂、紀伊高明
- アニメーションプロデューサー - 神田修吉
- 制作担当 - 小板橋司
- 脚本 - 大橋志吉
- 絵コンテ・演出 - 浅田裕二
- キャラクターデザイン・総作画監督 - 一石小百合
- 美術監督 - 金村勝義
- 色彩設計 - 佐藤美由紀、吉野記通
- 撮影監督 - 白井久男
- CGIディレクター - 佐藤浩一郎
- 編集 - 辺見俊夫
- 音響監督 - 三間雅文
- 音楽 - 多田彰文
- 作画監督 - 玉川明洋
- 作画協力 - スタジオコクピット
- 動画検査 - 榎本冨士香
- 色指定・検査 - 笹愛美
- 美術監修 - 春日礼児
- CGIプロデューサー ‐ 坂美佐子
- CGIスーパーバイザー - 近藤潤
- 編集助手 - 野川仁、小森真由美（ジェイ・フィルム）
- 音響プロデューサー - 南沢道義、西名武
- 音響効果 - 神保大介
- 制作デスク - 北村卓也
- 設定制作 - 鈴森龍
- 制作進行 - 田中和美
- アシスタントプロデューサー - 島村優子、下平聡士、村椿拓郎、久東由依、細谷伸之、佐々木亮、佐藤新
- プロデューサー - 盛武源、吉川兆二、小田原明子、岡本順哉、川瀬好一
- アニメーション制作 - OLM Team Koitabashi
- 監督 - 湯山邦彦
- 製作 - ピカチュウプロジェクト（The Pokémon Company、小学館、テレビ東京、タカラトミー、ジェイアール東日本企画、OLM、小学館集英社プロダクション）

## 主題歌
劇場短編としては初めてオープニングが存在しない。
エンディングテーマソング「みてみて☆こっちっち」映画バージョン
作詞 - 戸田昭吾、作曲＆編曲 - たなかひろかず、歌 - ももいろクローバーZ（キングレコード）
テレビアニメ『ベストウイッシュ』『ベストウイッシュ シーズン2』本編でも、エンディングテーマ曲として使用されている。

## スピンオフエピソード
『うたえメロエッタ リンカのみをさがせ』
『ちゃお』2012年8月号付録DVDに収録の映画公開記念スペシャルアニメ。内容は本作の前日譚となり、ピカチュウたちがメロエッタのためにリンカのみを捜しに行く話。中川翔子の映画紹介コーナー内のため、作品中に中川翔子とちゃおガールの声が入る。映画公式サイトでは、中川翔子によるナレーションが入り公開され、テレビでは、2012年8月12日の『ポケモンスマッシュ!』内で初めて放送された。

### 登場ポケモン（うたえメロエッタ）
- ピカチュウ - 大谷育江
- ミジュマル - 福圓美里
- ツタージャ - 林原めぐみ
- ニャース - 犬山イヌコ
- ソーナンス - うえだゆうじ
- ポッチャマ - 小桜エツコ
- チコリータ - かないみか
- メロエッタ（ボイスフォルム、ステップフォルム） - 中島愛
- カビゴン - 古島清孝

### スタッフ（うたえメロエッタ）
- 原案 - 田尻智
- スーパーバイザー - 石原恒和、久保雅一
- エグゼクティブプロデューサー - 盛武源、吉川兆二、小田原明子
- アニメーションプロデューサー - 神田修吉
- 脚本 - 大橋志吉
- 絵コンテ・演出 - 古賀一臣
- 作画監督 - 志村泉
- 総作画監督 - 山田俊也
- 音響監督 - 三間雅文
- 音響効果技師 - 神保大介
- 音響制作 - HALF H・P STUDIO
- 特報ナレーション - 悠木碧
- 監督 - 湯山邦彦
- アニメーション制作 - OLM
- 衣装協力 - mmts
- 演出 - 鈴木則寿
- 制作協力 - ウッドオフィス
- 制作 - 小学館集英社プロダクション
- 製作 - ピカチュウプロジェクト